# Говорушка подогнутая
Говору́шка подо́гнутая (лат. Clitocybe geotropa) — гриб рода Говорушка семейства Рядовковые. 
Синонимы:
- Русские: говорушка рыжая.
- Латинские:
  - Agaricus geotropa DC. & Lam.basionym
  - Infundibulicybe geotropa (Bull.) Harmaja
  - Agaricus stereopus Pers.[1].

## Описание
Шляпка диаметром 4—12 (20) см, мясистая, сначала ширококолокольчатая, затем распростёртая, к зрелости широко-воронковидная или слегка вдавленная, с заметным бугорком в центре. Край шляпки тонкий, подвёрнутый. Кожица гладкая и блестящая, позднее сухая и матовая. Окраска шляпки рыжеватая или желтовато-бурая; может выцветать до палевой или беловатой, иногда с ржавыми пятнами. 

Мякоть белая (позднее — палевая), сухая, плотная, в основании ножки — рыхлая, при срезе не меняет цвета, с мягким вкусом и невыразительным запахом, который описывается как «миндальный». 

Ножка 5—10 (15) см длиной и 2—3 см шириной, плотная, продольно-волокнистая, цилиндрическая, к основанию слегка утолщённая и белоопушённая, светло-жёлтая (у молодых грибов) или одного цвета со шляпкой (у зрелых грибов), в основании буроватая. 

Пластинки 0,4—0,8 см шириной, частые, тонкие, сильно низбегающие; сначала белые, затем охряно-кремовые. Споры 6—7,5 × 5—6 мкм, почти шаровидные, гладкие, бесцветные. 

Споровый порошок белый.

## Экология и распространение
Растёт на почве в лиственных и смешанных лесах, на светлых местах, опушках, обочинах лесных дорог, травянистых полянах и в кустарниках. Часто встречается группами, рядами или в виде «ведьминых кругов», что облегчает идентификацию гриба. Широко распространён в умеренной зоне Северного полушария. 

Сезон с первой декады июля до конца октября (массовое плодоношение — с середины августа до конца сентября).

## Сходные виды
Ядовитые: 
- Говорушка выбеленная (Clitocybe dealbata) — смертельно ядовитый гриб, меньше размером, беловатый и с мучнистой поверхностью шляпки.

Съедобные: 
- Говорушка гигантская (Leucopaxillus giganteus) похожа на зрелые экземпляры говорушки подогнутой, однако она достигает значительно бо́льших размеров и не имеет бугорка в середине шляпки.

## Употребление
Съедобный гриб. В пищу употребляются только шляпки молодых грибов, так как мякоть ножки бывает волокнистой и трудно перевариваемой.